# Bota

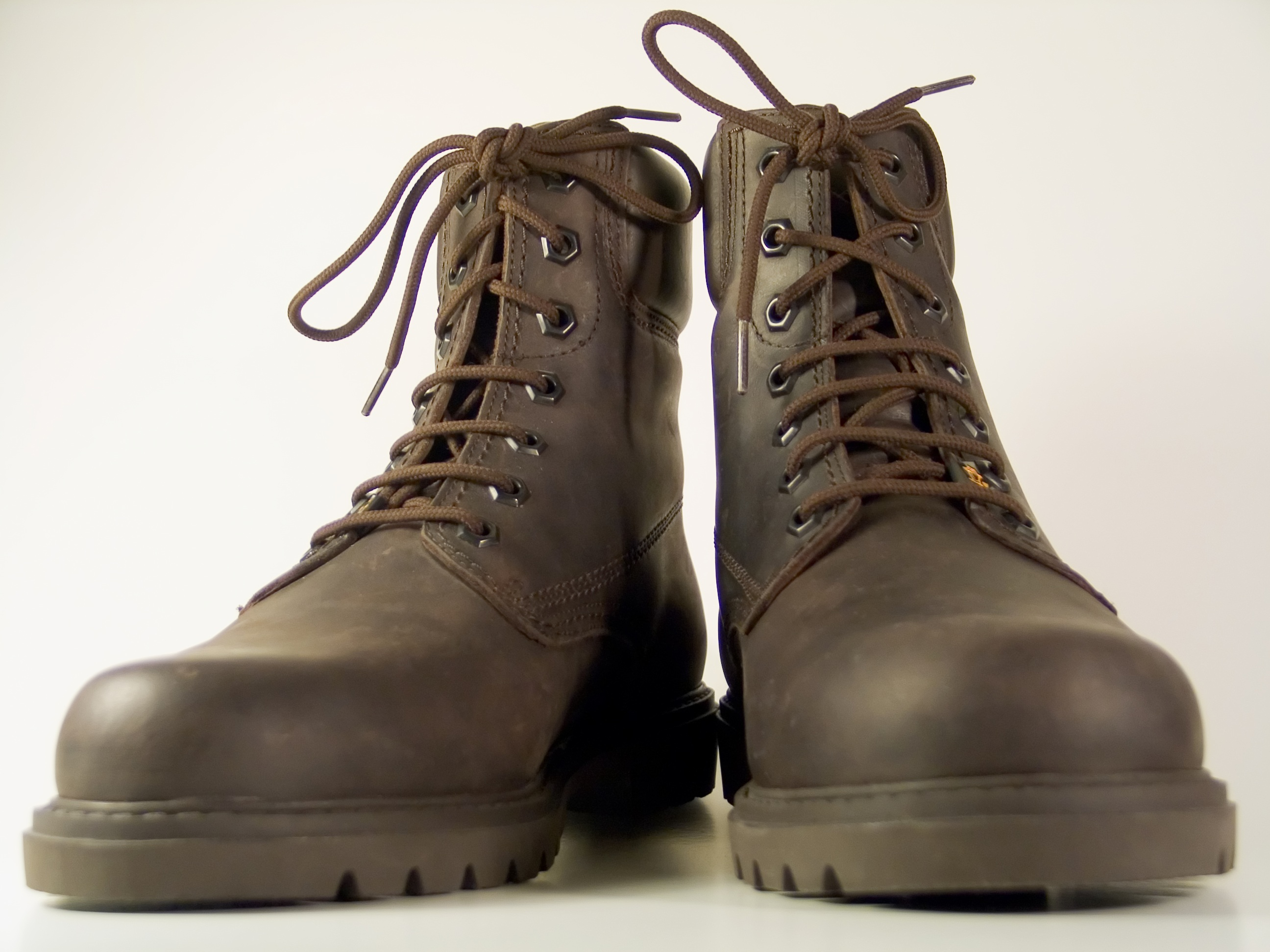
Botas.

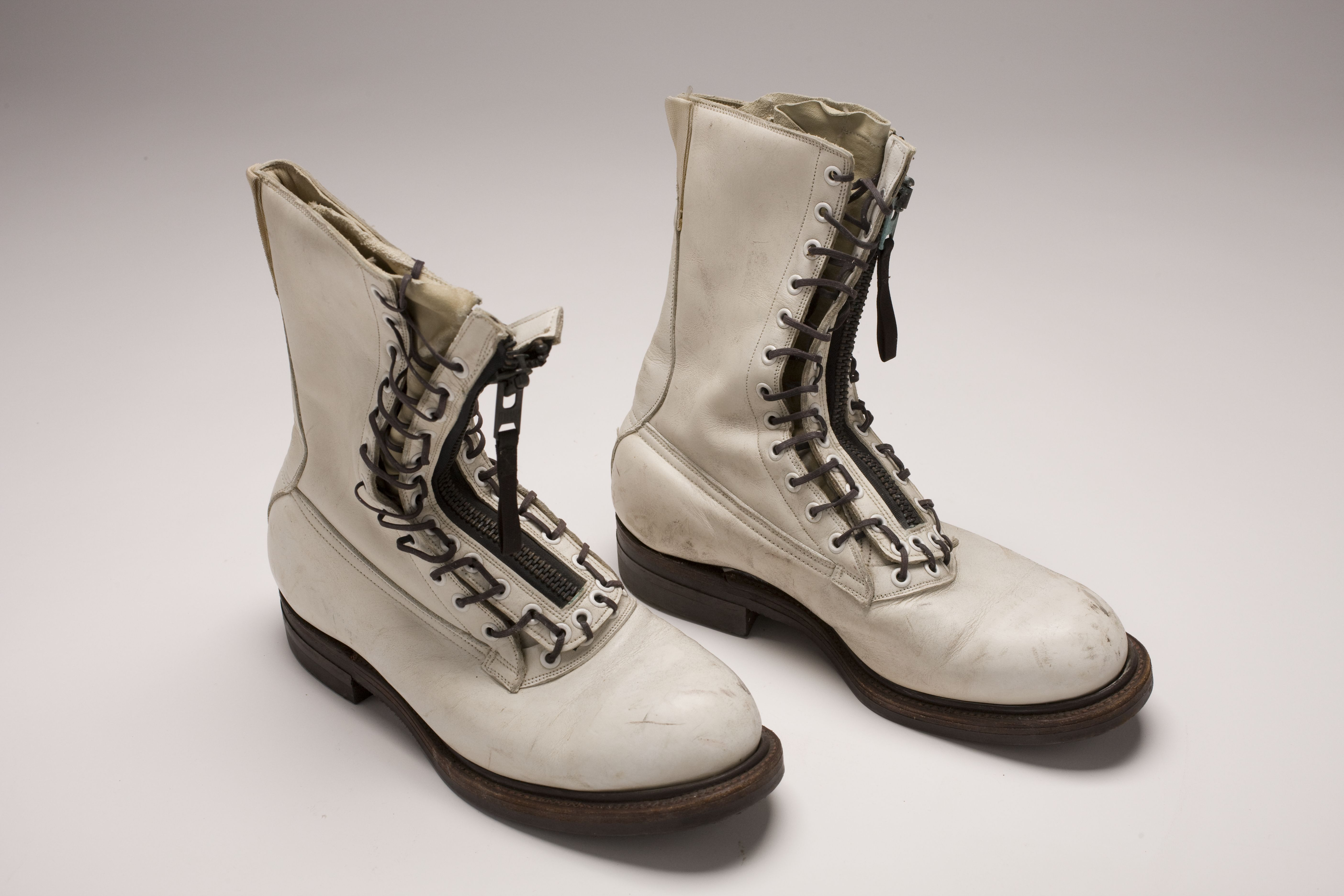
Botas traje de vuelo.

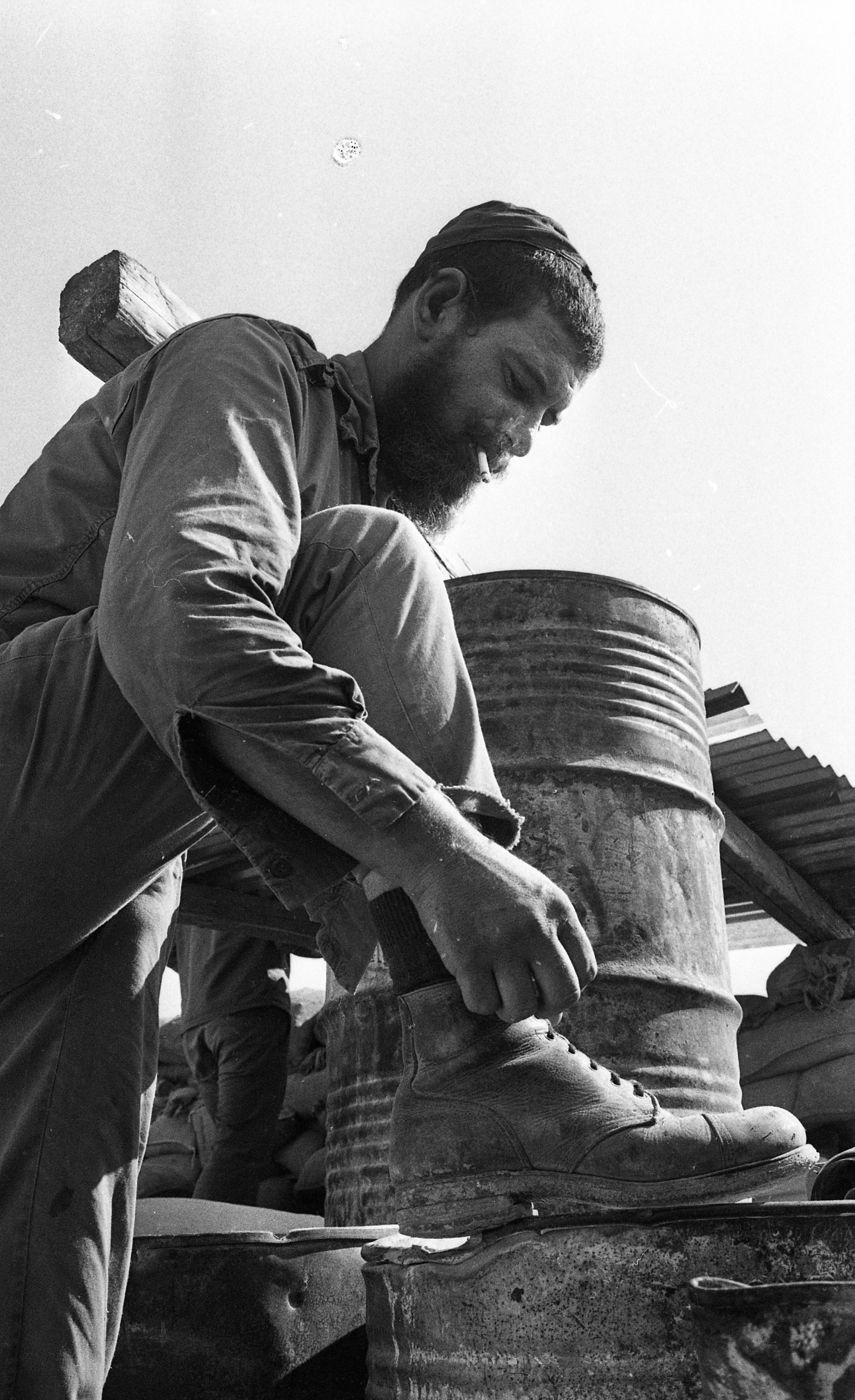
Botas militares, Israel 1969

Una bota es un tipo de calzado que cubre el pie y parte del tobillo y que puede llegar hasta la rodilla o la ingle. En un principio fueron diseñadas como calzado de trabajo con la finalidad de mejorar la protección del pie y la articulación del tobillo. Existen infinidad de variedades según altura, color, material y estilo. La mayoría tiene un tacón, claramente diferenciado de la suela aunque estén ambos fabricados en el mismo material.

## Discusión
En el habla común la utilización que se hace del término bota no siempre coincide con la definición anterior, por ejemplo se habla de botas de fútbol, cuando el calzado que se emplea para jugar al fútbol no es en realidad una bota, como lo era antes. En otras ocasiones los zapatos que se utilizan para practicar deporte se designan como botines, aunque no están relacionados con las botas. En determinadas regiones, las botas que se emplean para montar a caballo o el trabajo en el campo se conocen como botos.

## Botas de trabajo

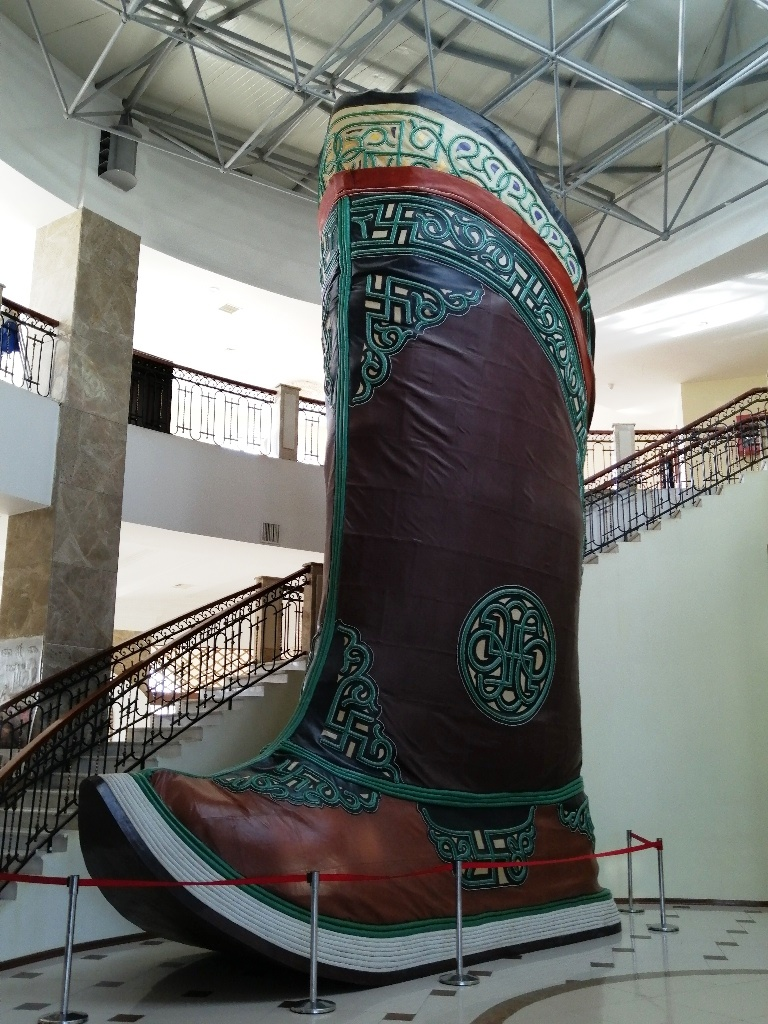
Exposición de la bota más grande del mundo - Gutal mongol. Complejo de museos Tsonzhin Boldog, Mongolia

Otro tipo de botas más robustas, destinadas a protegerse de terrenos escabroso o de peligros en el trabajo. Algunas botas tienen una finalidad concreta de protección: a un obrero del acero si pisara metal incandescente, a un químico de posibles exposiciones, etc. Fueron inventadas para el trabajo. La punta en algunos casos está recubierta con una placa de acero que evita golpes o accidentes en los pies, este tipo de botas se conoce también como bota industrial o zapato de seguridad.

## Botas vaqueras
Las botas vaqueras originalmente son de trabajo. Son especialmente hechas de pieles o cueros exóticos como los de avestruz o serpiente. En el norte de México es común calzar esta bota y ha adquirido influencia en la cultura (no confundir con la bota charra); esta bota vaquera mexicana tiene en el tacón un ajuste para espuelas en forma de broche y no necesariamente es de cuero, de hecho lleva una combinación de tela, metal y cuero.
De los componentes que son de observarse en las botas vaqueras, es la punta puntiaguda, o semipuntiaguda, la cual puede o no llevar casquillo.
Los tacones también son distintivos, pues estos pueden llevar una inclinación interna, unas más pronunciada que otras; por ejemplo el tacón cubano.

## Botas femeninas

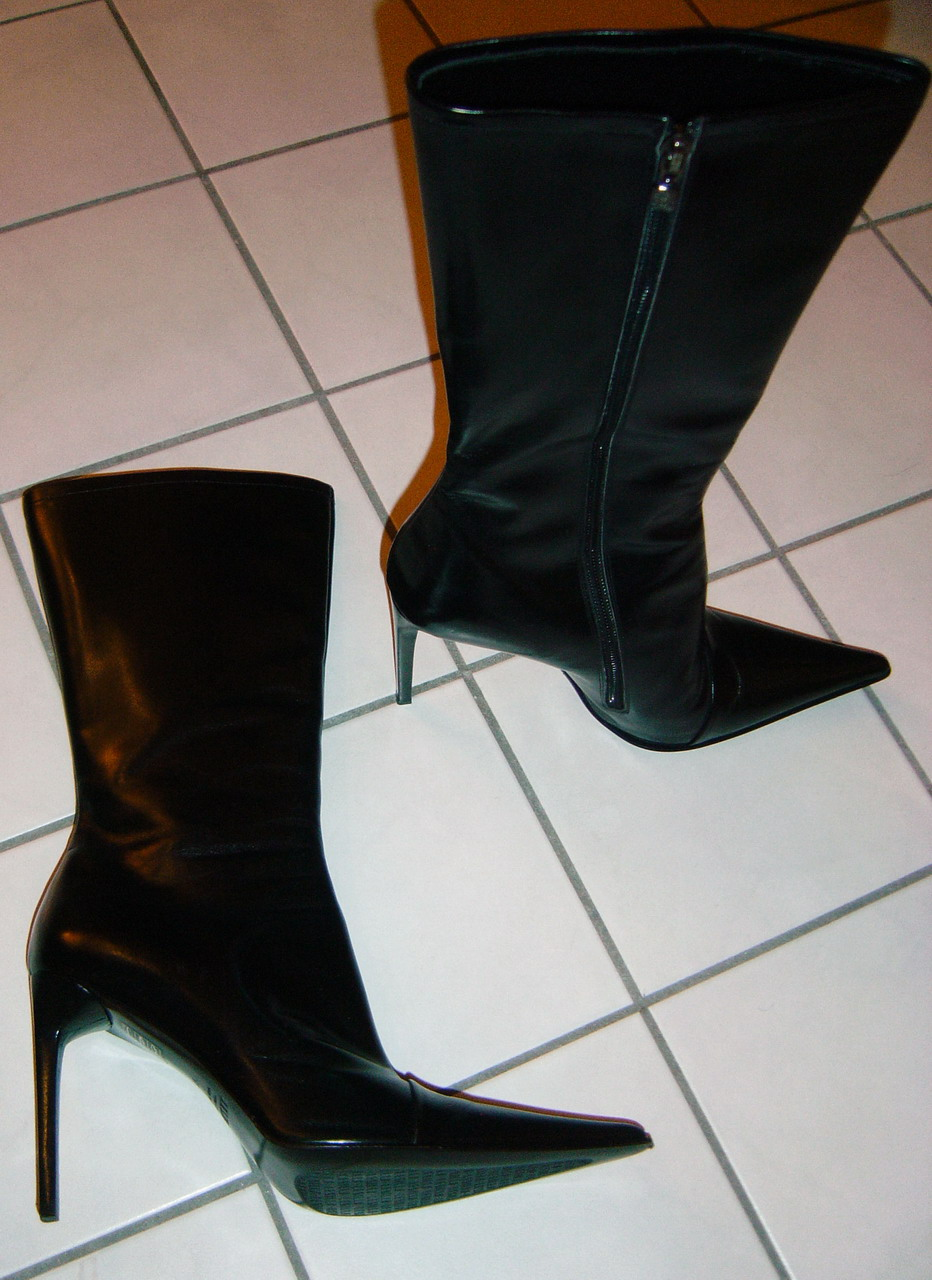
Botas femeninas de tacón alto.

Existen muchas formas y estilos de botas de mujer, el principal elemento diferenciador es el tipo de tacón que utilizan, aunque existen gran variedad de modelos.
Las botas femeninas de vestir logran abrigar el pie y al mismo tiempo dar mayor altura a la mujer y estilizar las piernas. Esta es una de las razones por las que las botas de mujer suelen ser más ajustadas que las masculinas; además de poderse lucir con faldas y por tanto mostrar más la caña, cosa que en las botas masculinas contemporáneas suele quedar bajo el pantalón, pese a que no ha sido así siempre.
Las botas femeninas más tradicionales son las de tacón alto; pero con el tiempo han aparecido tacones más anchos, por lo tanto más cómodas al caminar, y las de plataforma, las cuales, al igual que los zapatos de plataforma, aumentan la altura levantando poco el talón y mejorando el caminar.

En contraposición a la bota masculina, las punteras de las botas de mujer pueden seguir los mismos estilos que los zapatos femeninos, los cuales pueden ser redondos o en punta; extremo este que las botas de hombre se restringe mucho al estilo vaquero. Las botas femeninas se han asociado históricamente a las actividades equinas, sin embargo su uso se ha generalizado en todas las actividades de la mujer moderna, sin importar su cultura, ubicación geográfica o clase social.  Por lo general, la bota suele ser más costosa que el zapato en igualdad de condiciones, debido a la mayor cantidad de material y tiempo en su elaboración.

## Galería

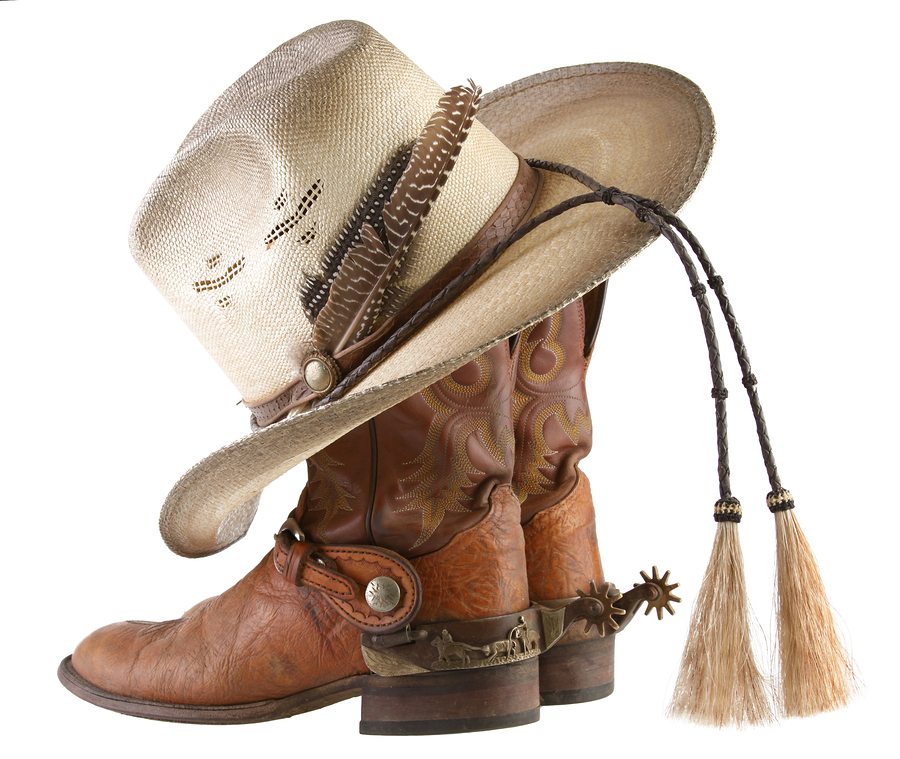
Botas de cowboy
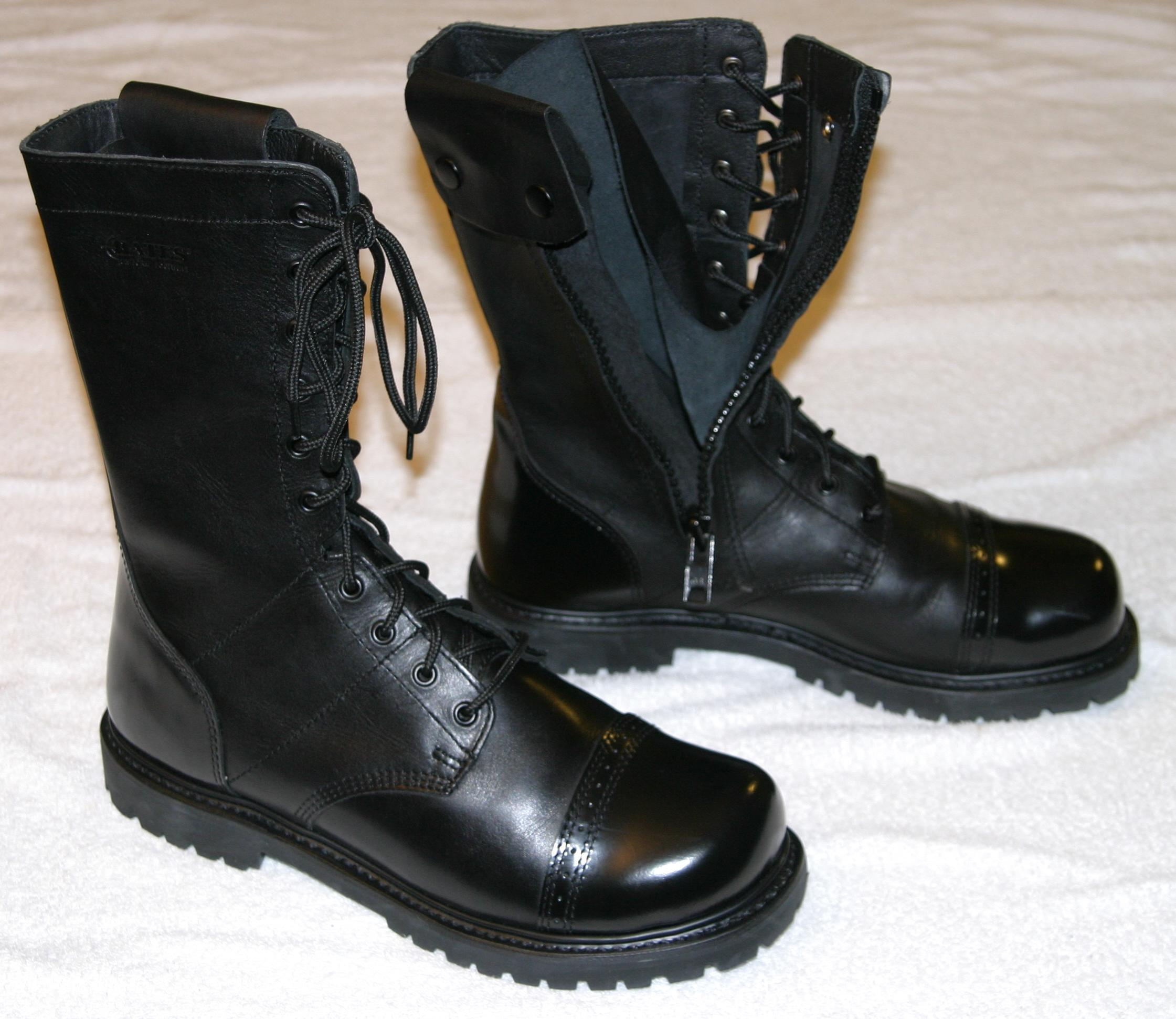
Botas militares
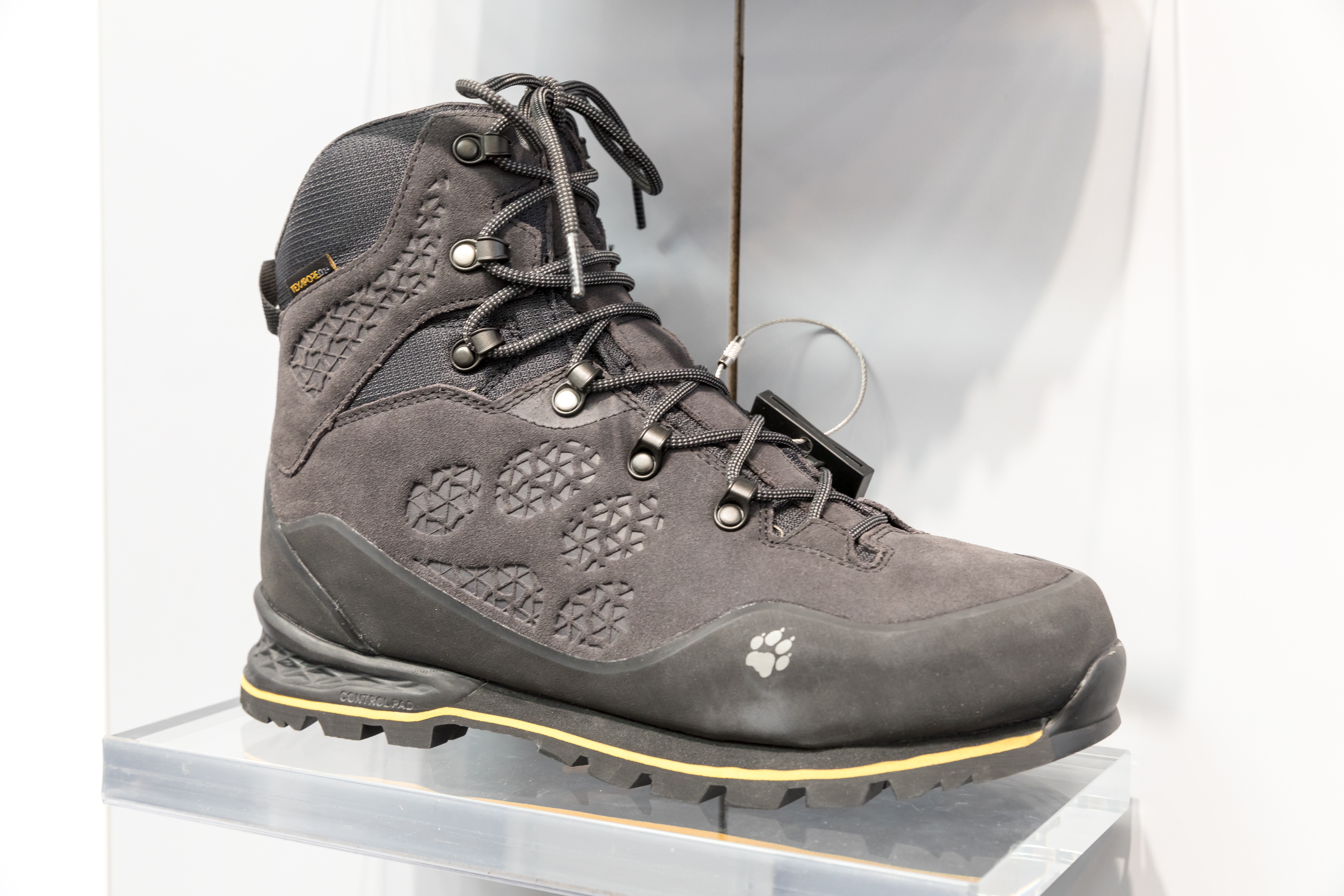
Bota de montaña
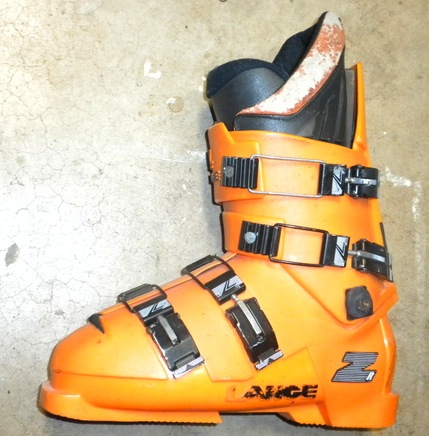
Bota de esquí
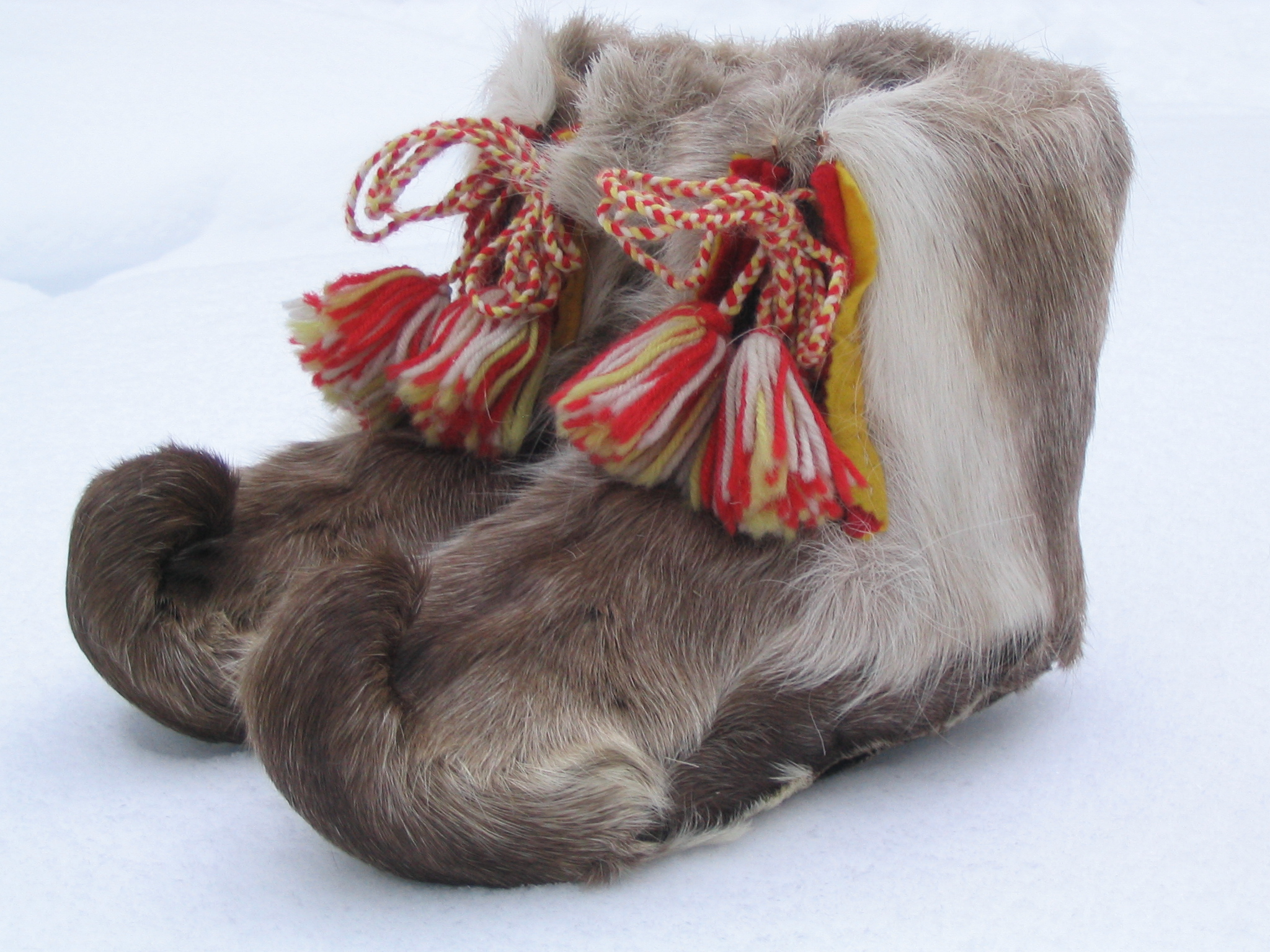
Botas laponas de piel de reno
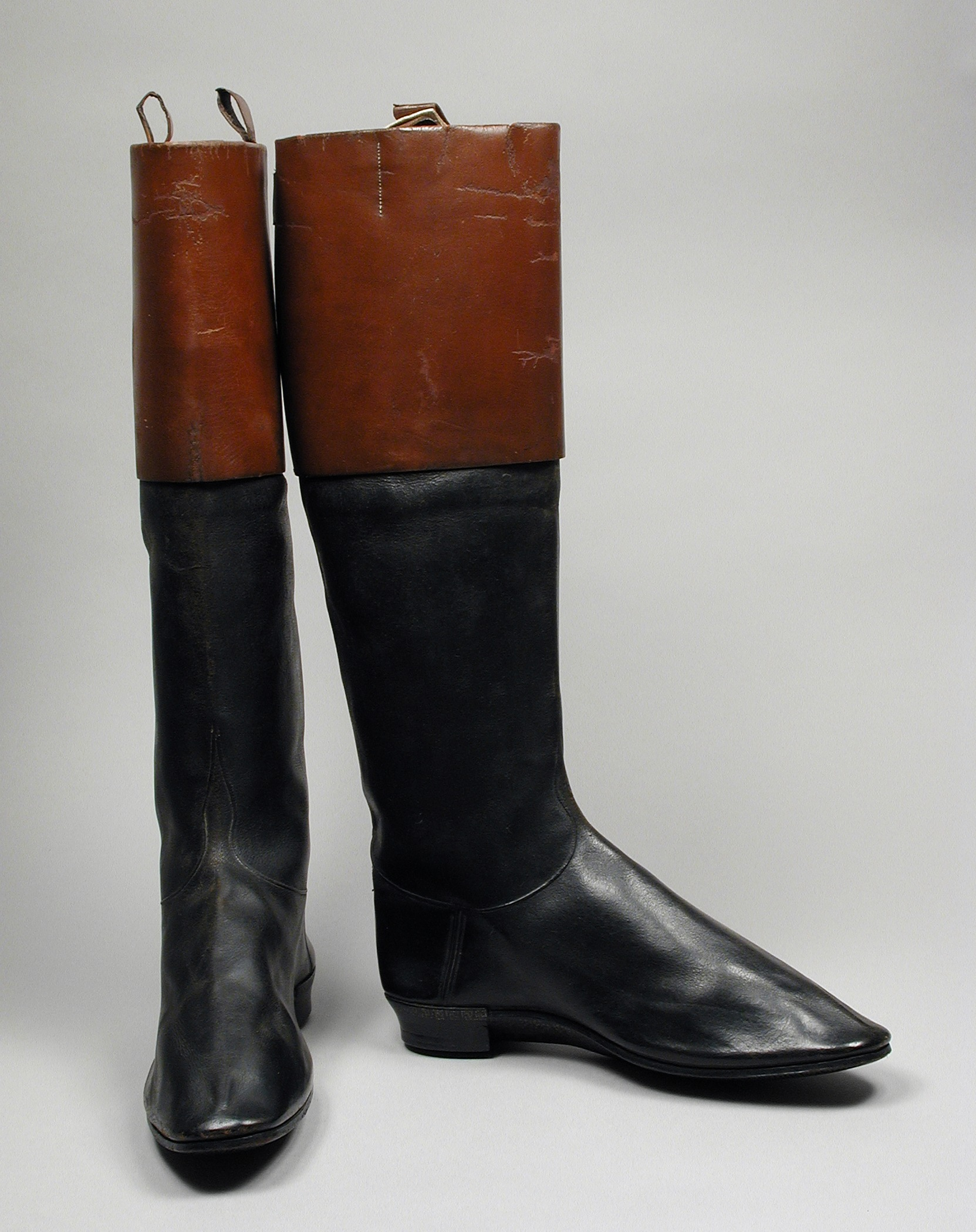
Botas de equitación
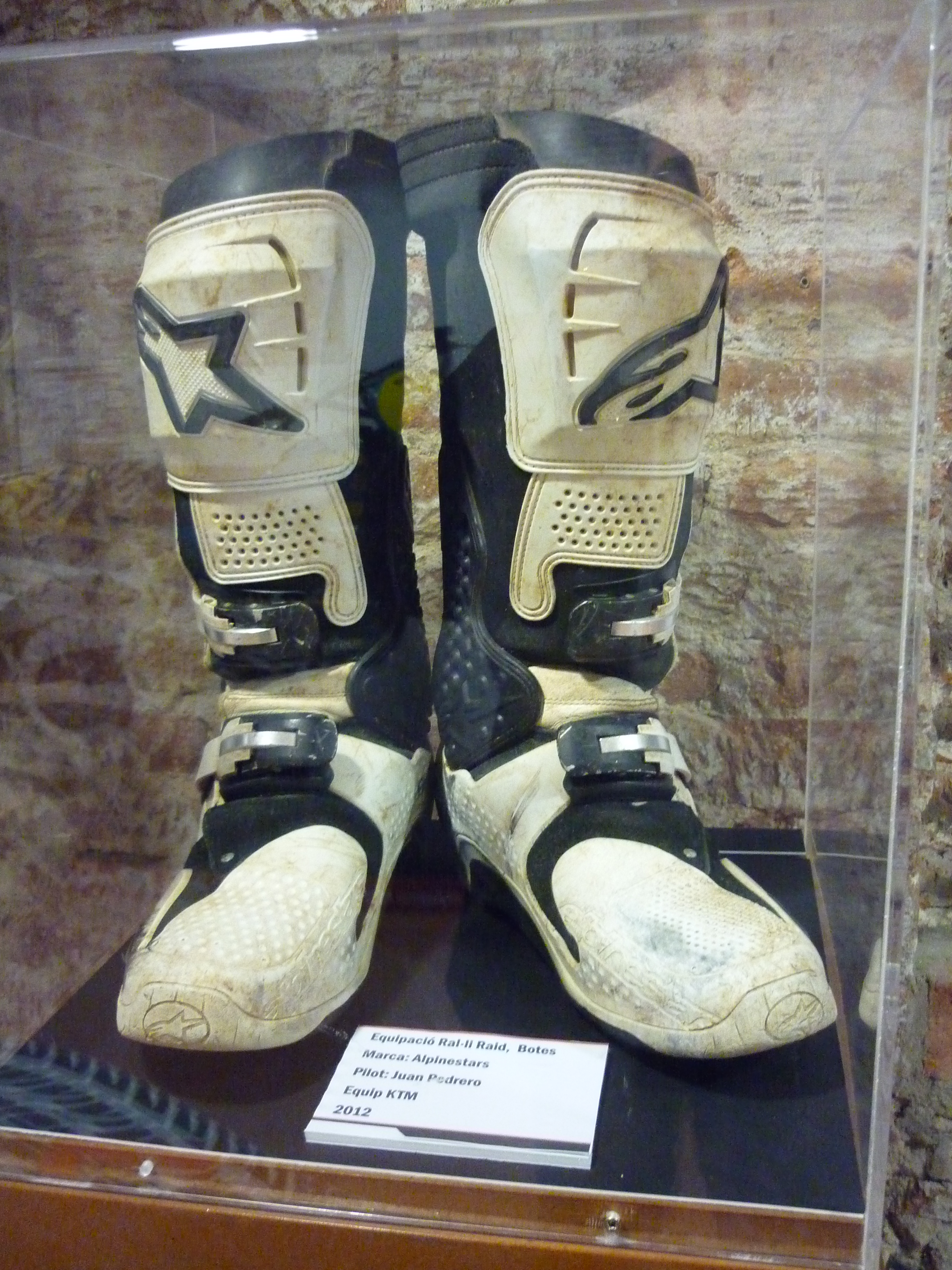
Botas de motociclismo
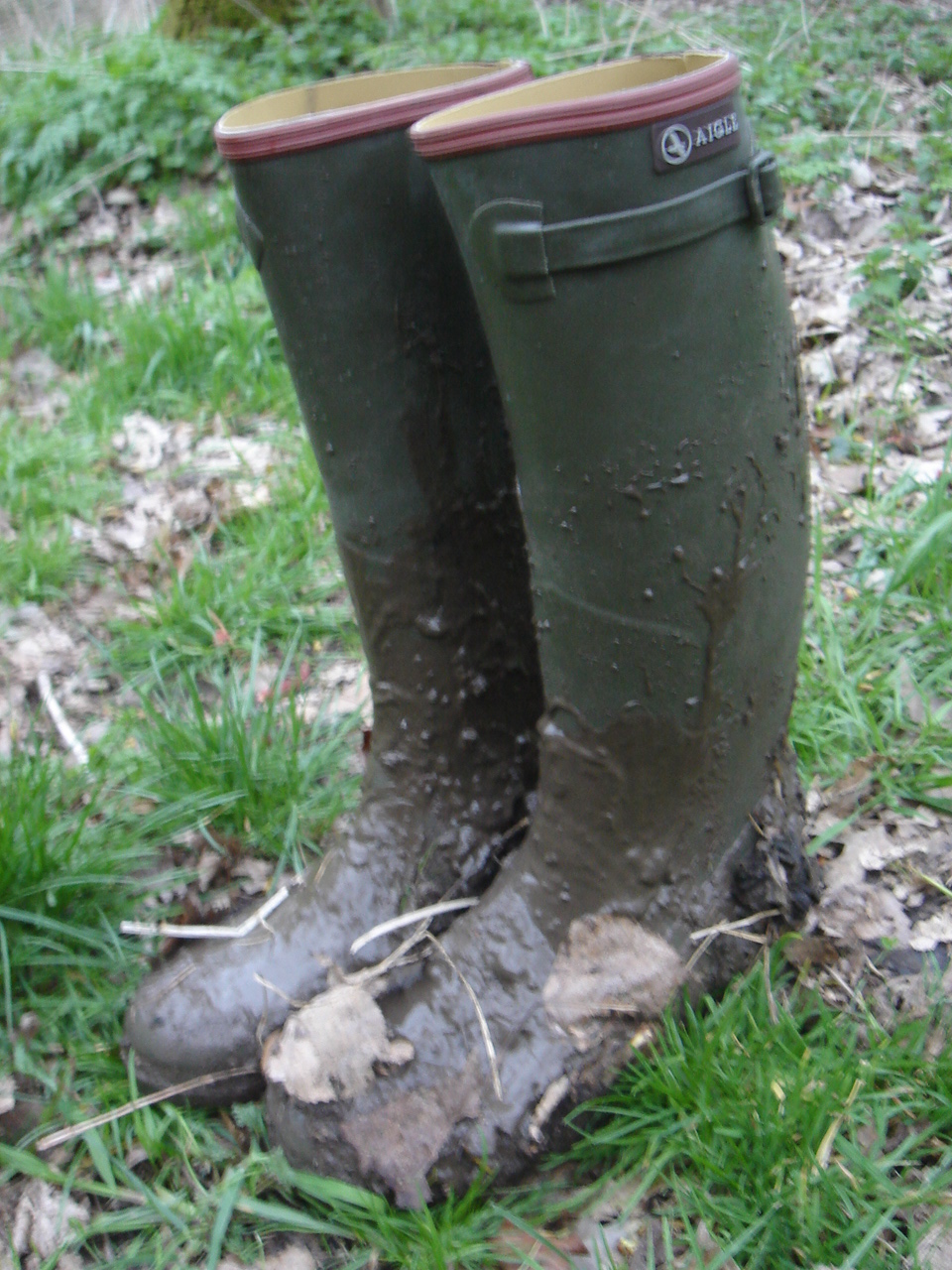
Botas de jardinero
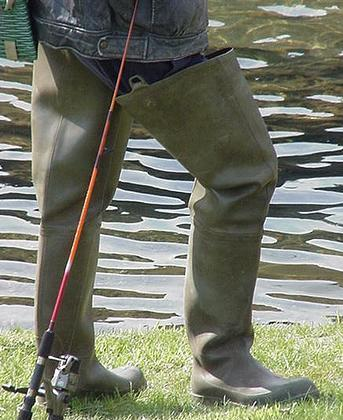
Botas de pescador
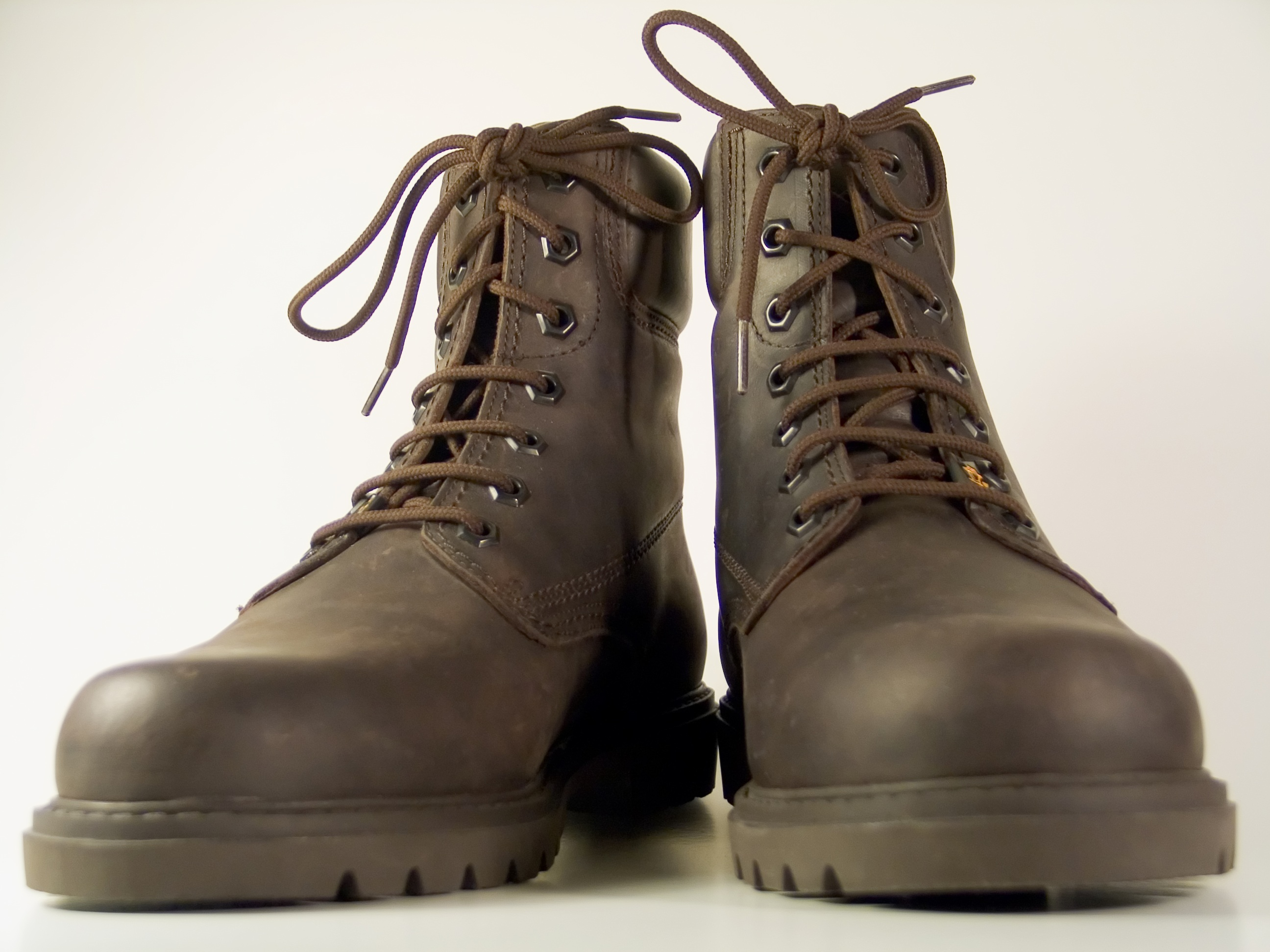
Bota industrial
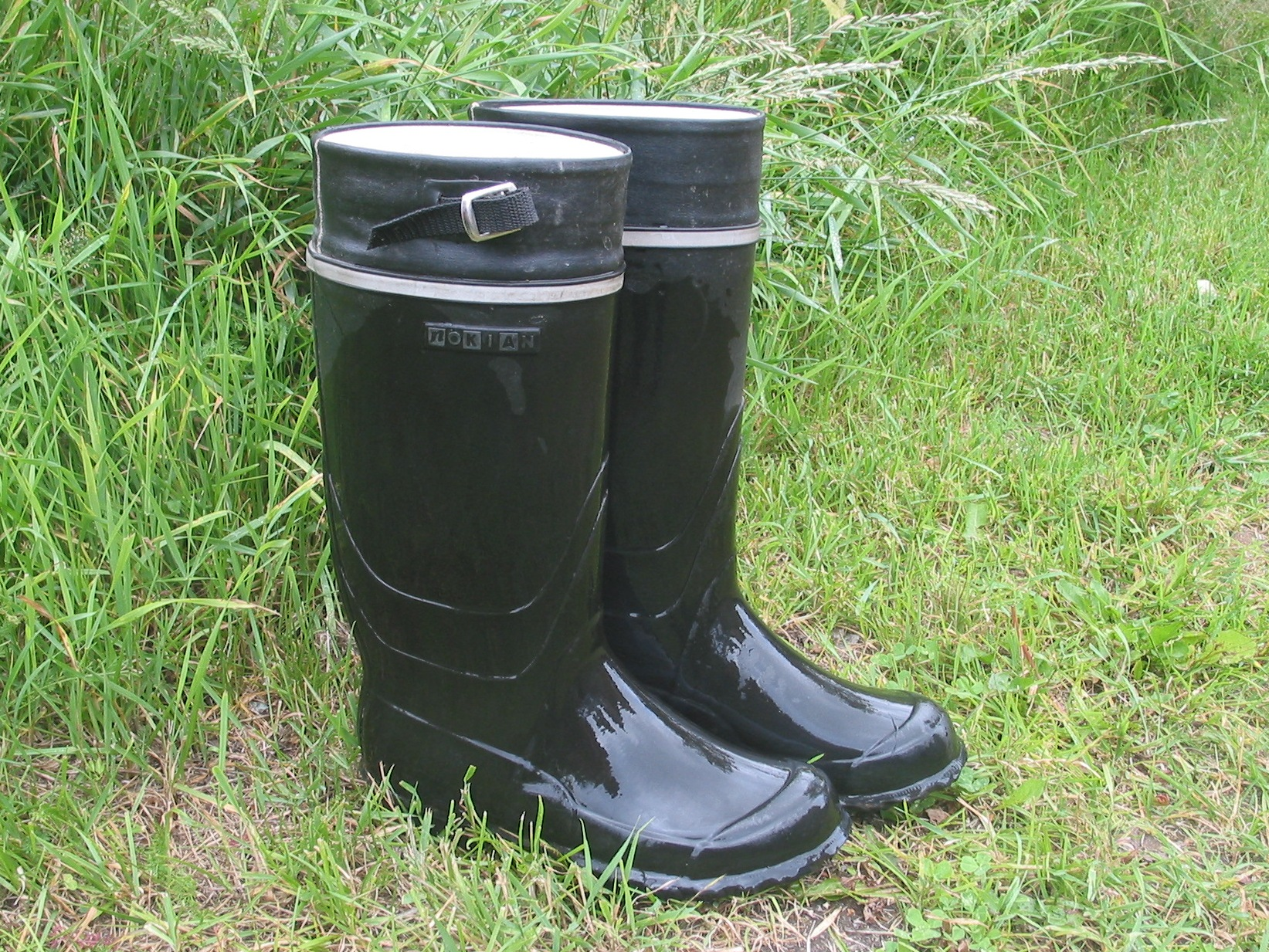
Botas de goma
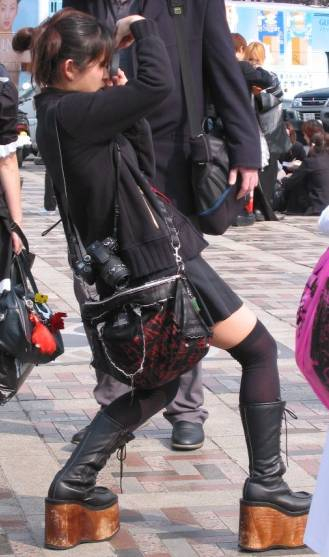
Botas de plataforma
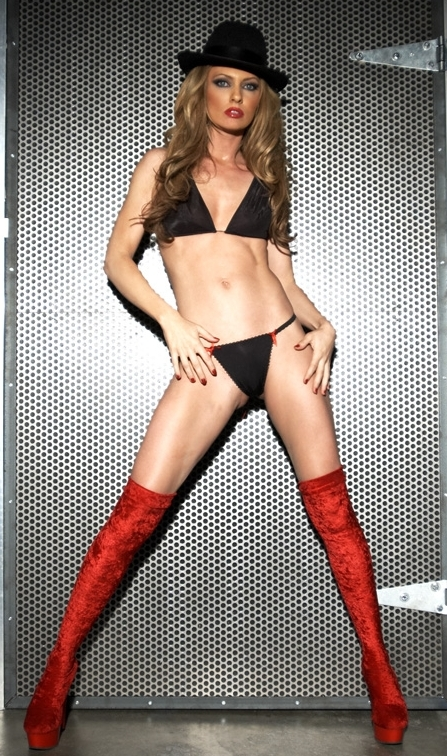
Bota mosquetera